# Pedicia (Pedicia) arctica
Pedicia (Pedicia) arctica is een tweevleugelige uit de familie Pediciidae. De soort komt voor in het Palearctisch gebied.